# AOI国際病院
AOI国際病院（エーオーアイこくさいびょういん）は神奈川県川崎市川崎区にある医療機関である。全国社会保険協会連合会が運営する川崎社会保険病院を、医療法人社団葵会が経営権を継承し、2013年4月1日から川崎南部病院となり、2016年にAOI国際病院と改称する。

## 沿革
- 2013年4月1日 - 川崎社会保険病院から経営を譲受して川崎南部病院[1]となる。
- 2014年12月 - 神奈川県から国家戦略特別区域高度医療提供事業として計画が認定される。
- 2016年9月1日 - 病院名をAOI国際病院に変更する。

## 診療科

### 内科系診療科
- 一般内科
- 神経内科
- 糖尿病・代謝内科
- 腎臓内科
- 精神科・心療内科
- 循環器内科
- 小児科
- 呼吸器内科
- リウマチ科
- 消化器内科

### 外科系診療科
- 消化器外科・外科
- 整形外科
- 乳腺外科
- 形成外科
- 婦人科
- 脳神経外科
- リハビリテーション科
- 泌尿器科
- 歯科口腔外科
- 眼科
- 耳鼻咽喉科
- 麻酔科
- 皮膚科
- 泌尿器外科
- 心臓・血管外科

## 医療機関の指定等
- 第二次救急医療機関
- 保険医療機関
- 国保療養取扱機関
- 精神保健法指定医療機関
- 労災保険指定医療機関
- 指定自立支援医療機関（更生医療・育成医療）腎臓に関する医療
- 身体障害者福祉法指定医の配置されている医療機関
- 生活保護法指定医療機関
- 結核指定医療機関
- 原子爆弾被爆者医療指定医療機関
- 指定養育医療機関

## 交通アクセス
- 京急大師線小島新田駅下車、徒歩3分。